# USS Finback (SSN-670)
USS Finback (SSN-670) – amerykański myśliwski okręt podwodny z napędem atomowym typu Sturgeon. Wyposażony był w pociski przeciwokrętowe Harpoon oraz rakietowe pociski przeciwpodwodne UUM-44A SUBROC z głowicą jądrową W55 o mocy 5 kT, a także w 23 torpedy Mk. 48 ADCAP i minotorpedy Mk. 60 Captor. "Finback" zwodowano 7 grudnia 1968 roku w stoczni Newport News. Okręt został przyjęty do służby operacyjnej w marynarce wojennej Stanów Zjednoczonych 4 lutego 1970 roku, którą pełnił do 28 marca 1997 roku